# Prodziekan do spraw kształcenia
Prodziekan do spraw kształcenia – zastępca dziekana wydziału uczelni wyższej. Ponieważ każda uczelnia akademicka ma autonomię, zakres obowiązków poszczególnych zajmujących to stanowisko może się trochę różnić. Powinien obejmować:
- przyznawanie urlopu dziekańskiego
- powtarzania semestru
- terminy składania prac magisterskich i dyplomowych
- wpis na kolejny semestr
- zmiany formy studiów
- przedłużenie sesji egzaminacyjnej
- przyznanie wpisu warunkowego na następny semestr
- przyznanie egzaminu komisyjnego
- przyznanie zawieszenia studiów
- przyznanie indywidualnego programu studiów.

Część decyzji może wymagać akceptacji dziekana lub odpowiedniego prorektora.

## Inne możliwości
Na wydziałach szczególnie popularnych, zamiast prodziekana ds. kształcenia może wystąpić jeden lub dwóch wymienionych niżej pełniących te same lub podobne funkcje, co wyżej:
- prodziekan ds. studiów stacjonarnych
- prodziekan ds. studiów zaocznych i wieczorowych.